# 아슬아슬chop
〈아슬아슬chop〉(ギリギリchop 기리기리촛푸[*])은 일본의 음악 유닛 B'z의 스물여섯 번째 싱글이다.

## 개요
10th 앨범 《Brotherhood》의 선행실글.
B'z 마지막 8cm 싱글이며, 전작 〈HOME〉에서 11개월만의 싱글이다. 이 싱글과 《Brotherhood》는 전용의 B'z 로고 마크가 사용됐다. 또, 이 싱글에서 이나바의 영어 크레딧이 "KOHSHI INABA"에서 "KOSHI INABA"로 변경됐다.
구입자 특전으로 주인공인 에도가와 코난(한국명은 코난)과 여주인공인 모리 란(한국명은 유미란)이 자전거에 타고 있는 모습의 카드가 들어있다. 또, 그 뒤에는 벨 소리의 입력번호가 쓰여져있다.

## 수록곡
전체 작사: 이나바 코시. 전체 작곡 · 편곡: 마츠모토 타카히로
| #            | 제목                          | 재생 시간 |
| ------------ | ----------------------------- | --------- |
| 1.           | 〈ギリギリchop 아슬아슬chop〉 | 4:01      |
| 2.           | 〈ONE〉                       | 4:10      |
| 총 재생 시간 | 총 재생 시간                  | 8:11      |

## 미디어에서의 사용
아슬아슬chop
- 요미우리 TV 닛폰 TV계 애니메이션 《명탐정 코난》 여섯 번째 여는 곡
- ROCKSMITH 2013 CM송

ONE
- 애니메이션 영화 《명탐정 코난: 세기말의 마술사》 주제가

| TV 애니메이션 《명탐정 코난》 여는 곡 1999년 5월 3일 (143화) ~ 1999년 11월 8일 (167화) |                      |                                          |
| 이전 곡: TWO-MIX 〈TRUTH ~A Great Detective of Love~〉                                 | B'z 〈아슬아슬chop〉 | 다음 곡: 가넷 크로우 〈Mysterious Eyes〉 |
| 극장판 《명탐정 코난: 세기말의 마술사》 주제가                                         |                      |                                          |
| 이전 곡: ZARD 〈소녀 시절로 되돌아간 것처럼〉                                          | B'z 〈ONE〉          | 다음 곡: 코마츠 미호 〈당신이 있으니까〉 |